# Haashim Domingo
Haashim Domingo, né le 13 août 1995 au Cap en Afrique du Sud, est un footballeur international sud-africain évoluant au poste de milieu de terrain.

## Biographie
Le 14 février 2015, il fait ses débuts professionnels en Segunda Liga pour Vitória Guimarães B lors d'un match contre l'Atlético CP et parvient à marquer un but.
Après des performances remarquables avec le club sud-africain du Bidvest Wits FC, il paraphe un contrat de cinq ans avec Mamelodi Sundowns en septembre 2020.
Le 21 juin 2023, le meneur de jeu sud-africain devient la première recrue estivale du Raja Club Athletic et signe un contrat de deux ans. Il devient ainsi le deuxième joueur sud-africain de l'histoire à évoluer en Botola après Darren Smith.

## Palmarès
Mamelodi Sundowns
- Championnat d'Afrique du Sud (3)  
  - Champion en 2021, 2022 et 2023
- Coupe d'Afrique du Sud (1)
  - Vainqueur en 2022
- MTN 8 (en) (1)
  - Vainqueur en 2021

 Raja CA
- Coupe du Maroc
  - Finaliste en 2022
  - ▪Championnat du maroc :
  - Vainqueur 2023/2024